# Keldsnor
Keldsnor är en lagun i Danmark.   Den ligger längst söderut på ön Langeland i Region Syddanmark, i den södra delen av landet, 160 km sydväst om Köpenhamn. Strax öster om sjön ligger Keldsnor fyr.